# Masarguppi, Hukeri
Masarguppi là một làng thuộc tehsil Hukeri, huyện Belgaum, bang Karnataka, Ấn Độ.